# Selena
Selena (grško Σελήνη) je v grški mitologiji boginja meseca. Bila je hči Titanov Hiperiona in Theie. Na nebu je ponoči zamenjala boga Helija. Kasneje v mitologiji jo pogosto enačijo z Artemido. 
V rimski mitologiji jo predstavlja Luna.